# Mistrzostwa Ameryki Północnej i Oceanii w Łyżwiarstwie Szybkim 2014
16. Mistrzostwa Ameryki Północnej i Oceanii w Łyżwiarstwie Szybkim odbyły się w dniach 18–19 stycznia 2014 roku w Calgary. Zawodnicy startowali na dystansie 500, 1500, 5000 i 10 000 metrów, a zawodniczki 500, 1500, 3000 i 5000 metrów.
Tytuły mistrzowskie zdobyli Amerykanin Edwin Park oraz Kanadyjka Brittany Schussler.

## Wyniki

### Mężczyźni
| Pozycja | Zawodnik       | 500 m     | 5000 m      | 1500 m      | 10 000 m     | Suma pkt. |
| ------- | -------------- | --------- | ----------- | ----------- | ------------ | --------- |
| 01 !    | Edwin Park     | 36,52 (1) | 6:32,96 (5) | 1:48,42 (2) | 13:50,44 (3) | 153,478   |
| 02 !    | Jordan Belchos | 38,60 (5) | 6:31,37 (3) | 1:50,44 (5) | 13:29,24 (1) | 155,012   |
| 03 !    | Patrick Meek   | 39,53 (6) | 6:26,28 (1) | 1:49,75 (3) | 13:35,49 (2) | 155,515   |
| 4.      | Rémi Beaulieu  | 36,54 (2) | 6:57,75 (6) | 1:50,25 (4) | 14:35,15 (4) | 158,822   |
| 99 !    | Lucas Makowsky | 36,80 (4) | 6:31,83 (4) | 1:48,13 (1) |              | 112,026   |
| 99 !    | Mathieu Giroux | 36,59 (3) | 6:29,72 (2) |             |              | 75,562    |

### Kobiety
| Pozycja | Zawodniczka        | 500 m     | 5000 m      | 1500 m      | 10 000 m    | Suma pkt. |
| ------- | ------------------ | --------- | ----------- | ----------- | ----------- | --------- |
| 01 !    | Brittany Schussler | 40,05 (5) | 4:10,66 (1) | 1:57,86 (2) | 7:20,83 (3) | 165,195   |
| 02 !    | Ivanie Blondin     | 40,01 (4) | 4:11,74 (2) | 2:00,69 (4) | 7:19,03 (1) | 166,099   |
| 03 !    | Kali Christ        | 40,00 (3) | 4:15,07 (5) | 1:56,92 (1) | 7:42,36 (6) | 167,720   |
| 4.      | Anna Ringsred      | 39,91 (2) | 4:18,98 (6) | 1:59,74 (3) | 7:30,98 (5) | 168,084   |
| 5.      | Maria Lamb         | 41,69 (7) | 4:12,35 (3) | 2:01,44 (6) | 7:19,30 (2) | 168,158   |
| 6.      | Petra Acker        | 41,74 (8) | 4:14,20 (4) | 2:01,64 (7) | 7:24,22 (4) | 169,074   |
| 7.      | Shannon Rempel     | 39,05 (1) | 4:21,51 (7) | 2:01,00 (5) | 7:55,63 (8) | 170,531   |
| 8.      | Jaclyn Rowe        | 41,61 (6) | 4:27,93 (8) | 2:05,26 (8) | 7:51,81 (7) | 175,199   |